# Volyňské knížectví
Volyňské knížectví (starorusky Волынское княжество) bylo v 10. až 12. století východoslovanské ruské knížectví náležící ke Kyjevské Rusi. Někdy bývá nazýváno jako Volyňsko-vladimirské knížectví (též vladimirsko-volyňské), a to zejména v souvislosti s dobou po roce 1199, kdy se od něj odtrhlo Lucké knížectví. Sídelním knížecím městem bylo Vladimir (Vladiměř). Mezi další významná města v knížectví patřily Kremenec, Luck, Busk, Dorogobuž, Brest, Belz a Šumsk.

## Historie

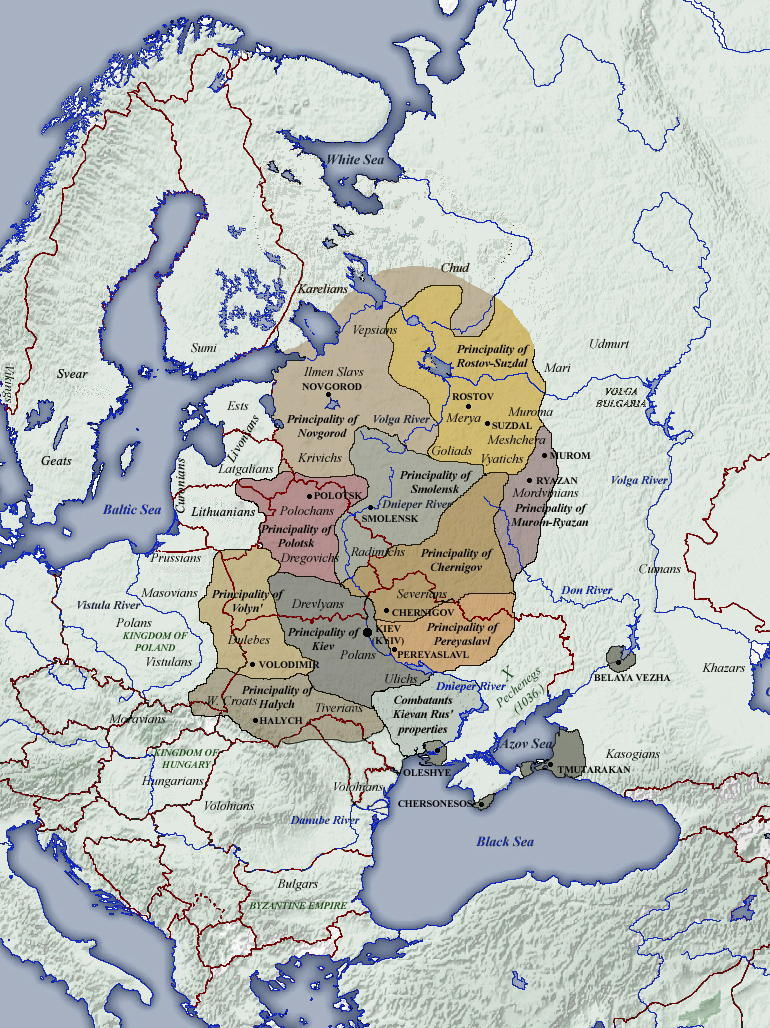
Kyjevská Rus s Volyňským knížectvím (na západě) po roce 1054

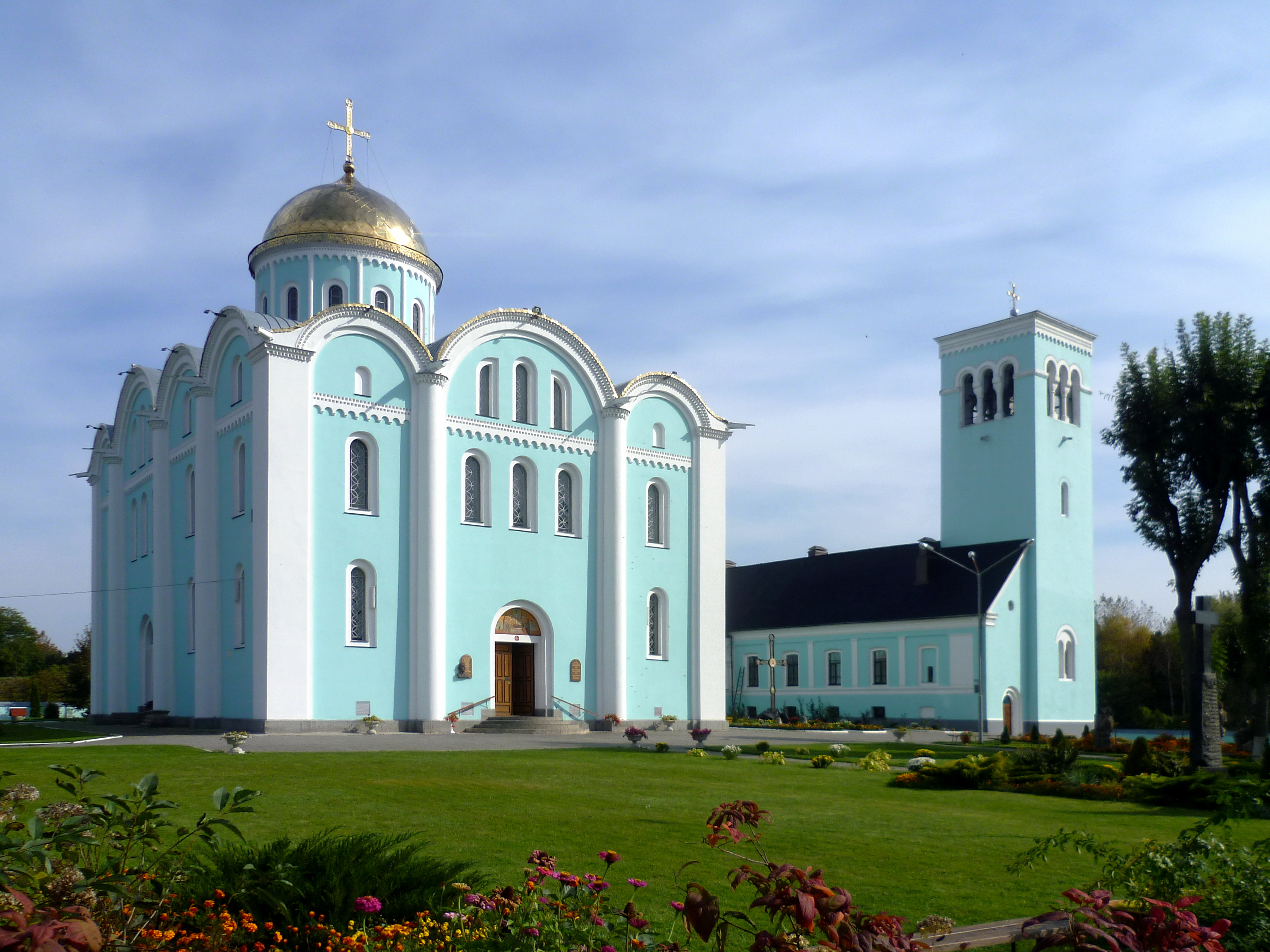
Vladimirská katedrála dostavěná za vlády Mstislava II. kolem roku 1160

V letech 1069–1118 mu vládla dynastie Izjaslavičů zejména z města Turova (ti v prvé řadě vládli Turovskému knížectví).
Po ztrátě Turova ve prospěch Monomachovičů v roce 1105 vládli Volyni po několik let potomci Izjaslava Jaroslavoviče. V letech 1154–1199 se knížectví nazývalo vladimirským, poté, co se od něj odtrhlo Lutské knížectví (1154–1228).
V roce 1199 Roman Mstislavič sjednotil pod svou vládu knížectví haličské a volyňské, čímž vzniklo Haličsko-volyňské knížectví. Knížectví volyňské tak skončilo jako samostatný státní útvar. V období 1340–1392 probíhala válka mezi Polskem a Litvou o volyňské dědictví a Gediminovci se zvali velkoknížaty volyňskými. V roce 1452 bylo knížectví sloučeno s Litvou.